# Kelly LeBrock
Kelly LeBrock (New York, 24 marzo 1960) è un'attrice e modella statunitense naturalizzata britannica.

## Biografia
Nata negli Stati Uniti da padre canadese, Harold Arthur LeBrock, e madre di origine irlandese, Mary Cecilia Traynor, si trasferì da piccola ad Hastings, nel Regno Unito. 
All'età di sedici anni intraprese l'attività di modella per la Ford Models, ottenendo ben presto un grande successo, con numerose apparizioni sulla stampa specializzata e divenne testimonial per alcune campagne pubblicitarie.
Esordì al cinema nel 1984, come protagonista della commedia La signora in rosso, che la consacrò ad icona sexy del cinema degli anni ottanta. L'anno successivo interpretò nuovamente il ruolo di femme fatale in La donna esplosiva. In seguito diradò le apparizioni cinematografiche, preferendo partecipare ad alcune serie televisive nel Regno Unito. Dal 1986 al 1990 è stata inoltre testimonial della bevanda italiana Campari.

## Vita privata
È stata sposata con Victor Drai dal 1982 al 1986 e con Steven Seagal, dalla cui unione sono nati tre figli - Annaliza, Dominic e Arissa - tra il 1987 e il 1996.

## Filmografia

### Attrice
- La signora in rosso (The Woman in Red), regia di Gene Wilder (1984)
- La donna esplosiva (Weird Science), regia di John Hughes (1985)
- Duro da uccidere (Hard to Kill), regia di Bruce Malmuth (1990)
- Innocenza tradita (Betrayal of the Dove), regia di Strathford Hamilton (1993)
- Tracce di un assassino (Tracks of a Killer), regia di Harvey Frost (1995) - film TV
- Taglia che scotta (Hard Bounty, regia di Jim Wynorski) (1995)
- Il fuggitivo della missione impossibile (Wrongfully Accused), regia di Pat Proft (1998)
- The Sorcerer's Apprentice, regia di David Lister (2002)
- Zerophilia, regia di Martin Curland (2005)
- Gamers, regia di Christopher Folino (2006)
- The Mirror, regia di Stephen Eckelberry (2007)
- 10 Days in a Madhouse, regia di Timothy Hines (2015)
- Small Town Prince, regia di Fred Olen Ray (2015)
- Un principe per Natale (2015)

### Doppiatrice
- David Copperfield, regia di Don Arioli – film TV (1993)

## Doppiatrici italiane
- Sonia Scotti in La signora in rosso
- Simona Izzo in La donna esplosiva
- Marina Tagliaferri in Duro da uccidere
- Ada Maria Serra Zanetti in Il fuggitivo della missione impossibile